# Provincia de Sud Cinti
La provincia de Sud Cinti es una provincia boliviana que se encuentra en el departamento de Chuquisaca, y tiene como capital provincial a Villa Abecia, antes denominada Camataquí. Tiene una superficie de 5.484 km² y una población de 25.333 habitantes (según el Censo INE 2012).

## Historia
Durante la guerra de emancipación hispanoamericana, uno de los caudillos más sobresalientes en los Cintis fue el coronel José Vicente Camargo, quien organizó y lideró la Republiqueta de Cinti.
En 1825, año de la independencia de Bolivia se inició el proceso de organización territorial del país, creando los departamentos y junto con estos las provincias. En ese entonces el departamento de Chuquisaca estaba dividido en tres provincias: la provincia de Yamparáez, la provincia de Tomina y la provincia de Cinti.
El 23 de marzo de 1944, la provincia de Cinti se dividió en dos por decreto supremo en el gobierno del presidente Gualberto Villarroel. Fue así que se creó la provincia de Nor Cinti en la parte septentrional y la provincia de Sud Cinti en la parte meridional, esta última con base a los límites del segunda sección municipal (hoy denominado municipio) de la antigua provincia, comprendido de los cantones de  Camataquí, Tarcana, San Juan, Lime, La Torre, Impora, Taraya y La Loma, con capital Catamaquí, que desde entonces pasó a denominarse Villa General Germán Busch en honor al militar boliviano Germán Busch Becerra.

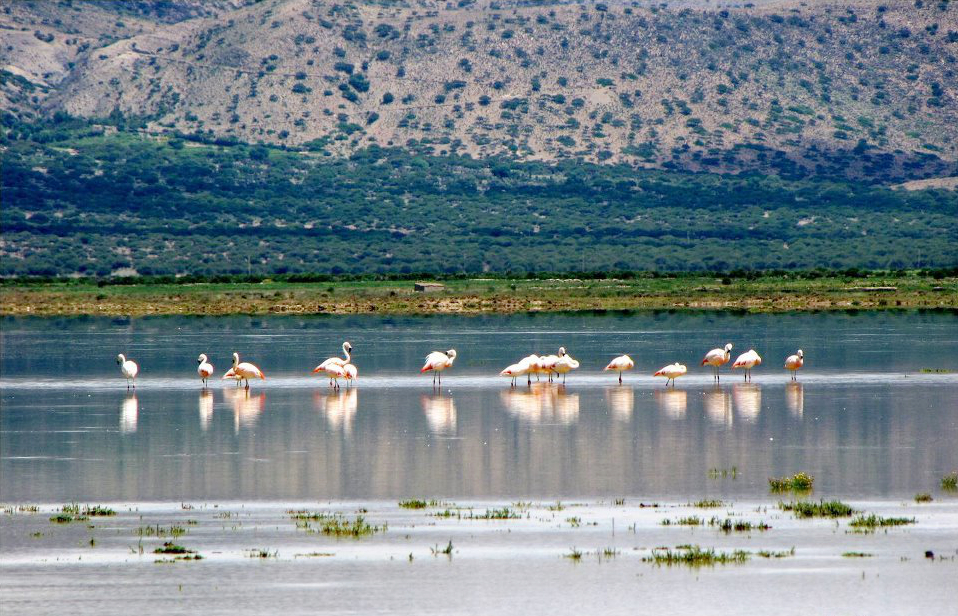
Laguna La Laguna o la Laguna de Culpina.

Tres años después de la creación de la provincia, la capital pasó a denominarse Villa Abecia por ley del 9 de enero de 1947 en honor al doctor boliviano, Valentín Abecia.

## Geografía
La provincia es una de las diez provincias que componen el departamento de Chuquisaca. Tiene una superficie de 5.484 km², lo que representa un 10,64% de la superficie departamental. Limita al norte con la provincia de Nor Cinti, al oeste con el departamento de Potosí, al sur con el departamento de Tarija y al este con la provincia de Hernando Siles.
Se caracteriza por un paisaje abrupto en el que se encuentran serranías y valles, así como por un clima semiárido con escasas precipitaciones y temperaturas suaves. El valle más conocido es el valle de Cinti, ubicado en la parte occidental de la provincia.

## Demografía
De acuerdo con el censo boliviano de 2024, la población de la provincia de Sud Cinti es de 25 246 habitantes.
La población de la provincia se ha mantenido prácticamente inalterada durante las tres últimas décadas:
| Año  | Habitantes | Fuente |
| ---- | ---------- | ------ |
| 1992 | 25 289     | Censo  |
| 2001 | 24 321     | Censo  |
| 2012 | 25 207     | Censo  |
| 2024 | 25 246     | Censo  |

## Municipios
La provincia de Sud Cinti está compuesta de 3 municipios, los cuales son:
- Villa Abecia
- Culpina
- Las Carreras